# Aulosen
Aulosen là một đô thị thuộc huyện Stendal, bang Sachsen-Anhalt, Đức. Đô thị Aulosen có diện tích 18,26 km², dân số thời điểm ngày 31 tháng 12 năm 2006 là 236 người.